# Shi Yuqi
Shi Yuqi (en chino: 石宇奇; Nantong, 28 de febrero de 1996) es un deportista chino que compite en bádminton.
Ganó una medalla de plata en el Campeonato Mundial de Bádminton de 2018, en la prueba individual. En los Juegos Asiáticos consiguió tres medallas, oro en 2018 y oro y plata en 2022.

## Palmarés internacional
| Campeonato Mundial | Campeonato Mundial  | Campeonato Mundial | Campeonato Mundial |
| Año                | Lugar               | Medalla            | Prueba             |
| ------------------ | ------------------- | ------------------ | ------------------ |
| 2018               | Nankín (China)      | Medalla de plata   | Individual         |
| Juegos Asiáticos   |                     |                    |                    |
| Año                | Lugar               | Medalla            | Prueba             |
| 2018               | Yakarta (Indonesia) | Medalla de oro     | Equipo             |
| 2022               | Hangzhou (China)    | Medalla de oro     | Equipo             |
| 2022               | Hangzhou (China)    | Medalla de oro     | Individual         |